# Odontelia margiana
Odontelia margiana là một loài bướm đêm trong họ Noctuidae.